# Ubinas
Az Ubinas Peru egyik legaktívabb tűzhányója.

## Földrajz
A vulkán Peru déli részén, Moquegua megye General Sánchez Cerro tartományában, Ubinas körzetben helyezkedik el az Andok hegységben, Arequipa városától mintegy 70 km távolságra keleti irányban. A dél-Perura és észak-Chilére kiterjedő Központi Vulkanikus Zóna (ZVC) hét aktív tűzhányójának egyike. A kúp alakú vulkán területe 52 km², 4270 méter magasan fekvő alapzatától még 1400 magasra emelkedik. Kalderája 1200, a benne található kráter 300 méter átmérőjű.
Abban a néhány faluban, amelyek az Ubinas közvetlen hatókörében fekszenek (a krátertől délre és délkeletre) összesen mintegy 3000 ember él. A fontosabb érintett falvak Querapi, Ubinas, Tonohaya, Sacuaya, San Miguel, Huatahua, Anascapa, Huarina és Escacha.

## Kitörései
Az Ubinas Peru egyik legaktívabb és a déli országrész legaktívabb tűzhányója. A spanyol gyarmatosítás óta már több mint 25 jelentősebb vulkanikus tevékenységet figyeltek meg: 1550-ben, 1599-ben, 1600-ban, 1662-ben, 1677-ben, 1778-ban, 1784-ben, 1826-ban, 1830-ban, 1862-ben, 1865-ben, 1867-ben, 1869-ben, 1906-ban, 1907-ben, 1912-ben, 1923-ban, 1936-ban, 1937-ben, 1951-ben, 1956-ban, 1969-ben, 1996-ban, 2006 és 2009 között, 2013–2014-ben 2015-ben és 2016-ban. A 2006–2009-es, valamint az 1936-os és az 1951-es még az Ubinas-völgy mezőgazdaságára is jelentős hatással volt.

## Képek

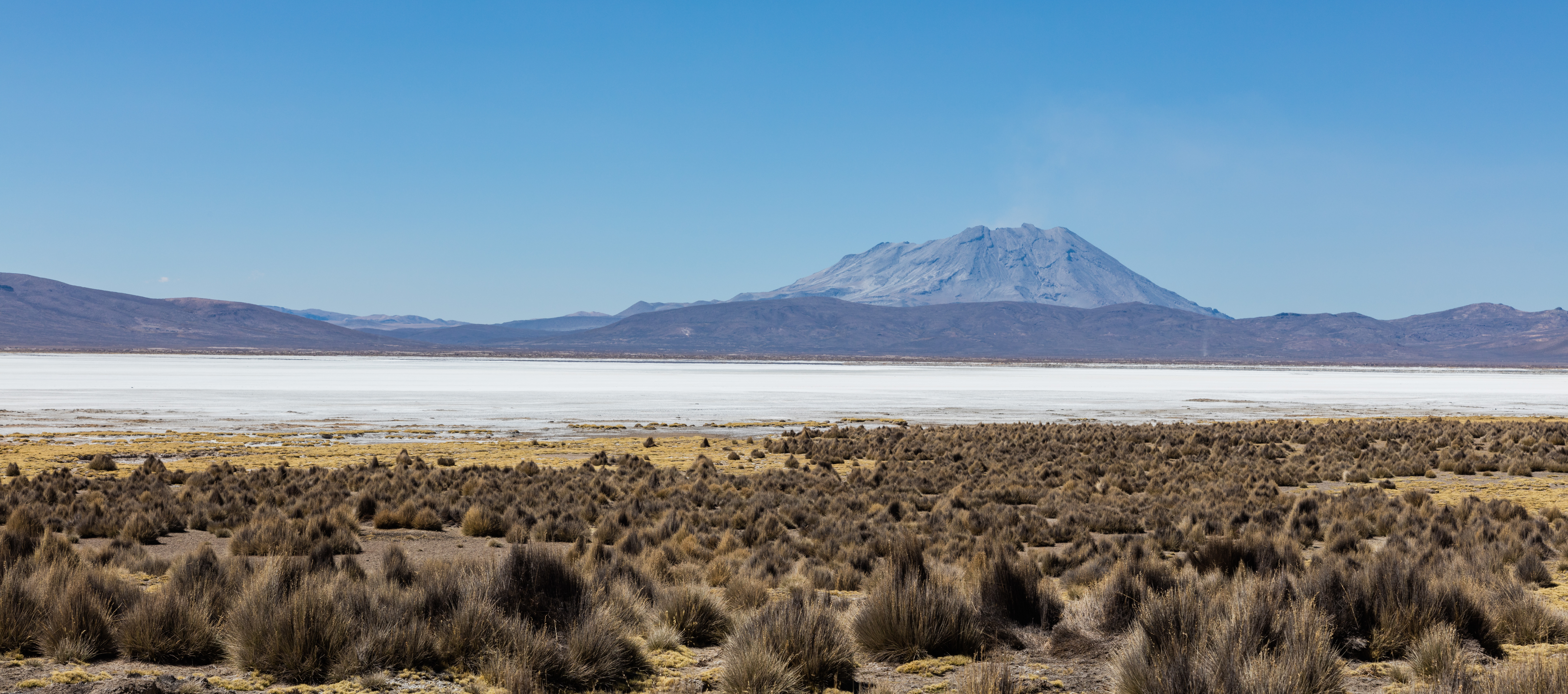
Az Ubinas és a Salinas-tó
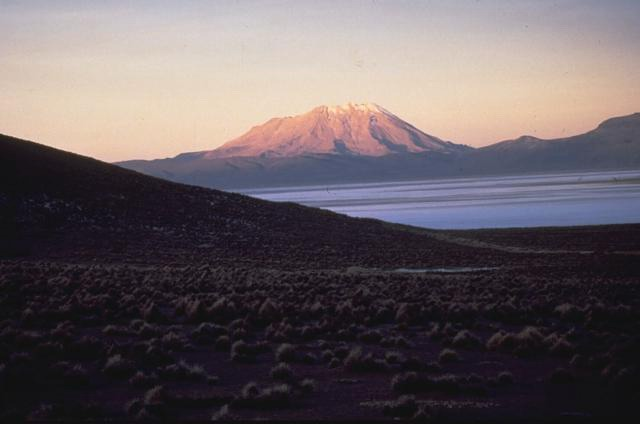
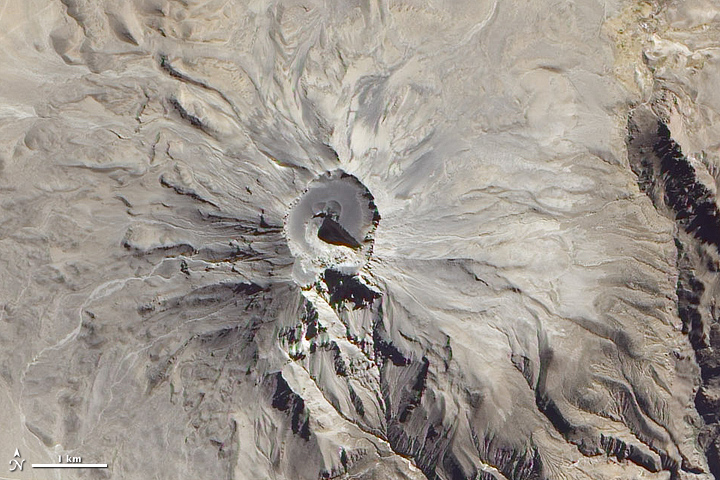
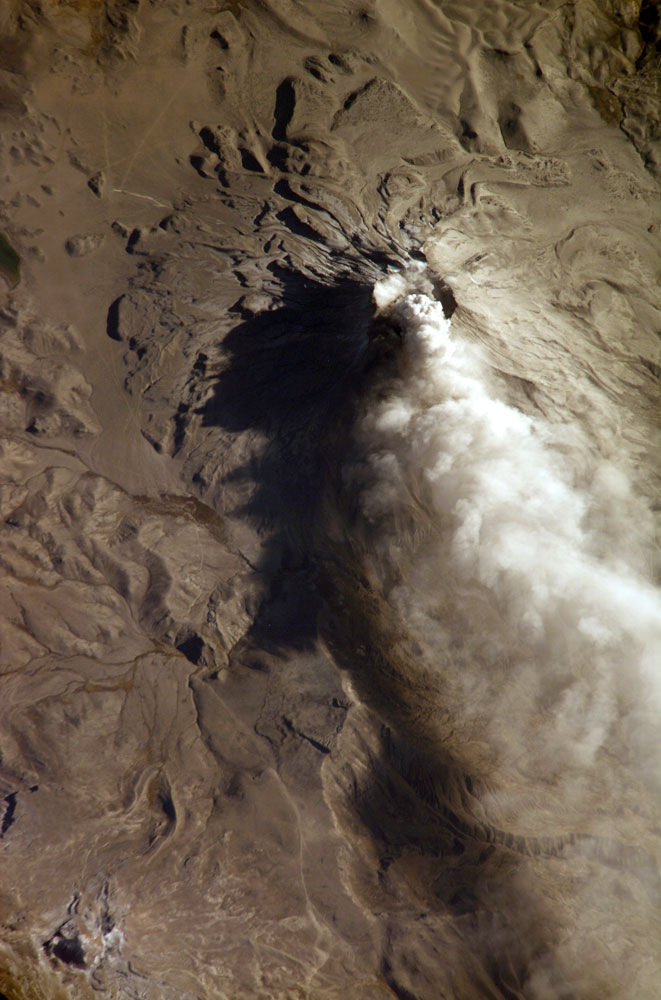